# Singles (Paramore)
Singles è un EP del gruppo musicale statunitense Paramore, pubblicato il 14 dicembre 2011. È la prima pubblicazione della band senza i membri fondatori Josh e Zac Farro.

## Pubblicazione
Il 10 ottobre 2011 la band annuncia sul proprio sito ufficiale la nascita del Single Club, attraverso il quale, iscrivendosi, si potranno scaricare digitalmente tre nuovi singoli della band, ovvero Renegade (pubblicato il giorno stesso dell'annuncio del Singles Club), Hello Cold World (pubblicato il 7 novembre 2011) e In the Mourning (5 dicembre 2011). Il 14 dicembre viene reso possibile il download anche per l'EP Singles, che oltre ai tre singoli contiene anche Monster, brano precedentemente pubblicato come singolo nel giugno 2011 e registrato nella stessa sessione degli altri tre brani.

## Tracce
Testi e musiche di Hayley Williams e Taylor York.
1. Monster – 3:18
2. Renegade – 3:28
3. Hello Cold World – 3:23
4. In the Mourning – 3:06

## Formazione
- Hayley Williams – voce
- Jeremy Davis – basso
- Taylor York – chitarra, batteria, percussioni